# Symphonie no 3 de Rautavaara
Pour les articles homonymes, voir Symphonie no 3.
La Symphonie no 3 a été écrite par le compositeur finlandais Einojuhani Rautavaara en 1959-1960.
Elle est créée le 10 avril 1962 à Helsinki, avec le Orchestre symphonique de la radio finlandaise dirigé par Paavo Berglund.

## À propos
Dans cette symphonie, Rautavaara synthétise le romantisme de sa première symphonie et le modernisme de sa deuxième,.
Si la musique est dodécaphonique, elle ne cherche pas à créer de chromatismes ou d'atonalité. Les intervalles sont basés sur les techniques sérielles, mais la musique est tonale.
Le quatrième mouvement, dont le rythme solennel cherche à évoquer celui de la terre et de la mer, rappelle la musique d'Anton Bruckner. Cette influence se retrouve également dans l'utilisation majestueuse de cuivres, dont quatre tubas wagnériens.

## Mouvements
La symphonie comprend quatre mouvements :
1. Langsam, breit, ruhig. Le plus long des quatre, ce mouvement mystérieux s'ouvre avec des motifs aux vents évoquant des oiseaux, soutenus par des trémolos aux cordes. La partie centrale laisse entendre des mélodies plus longues aux cordes, avant une coda reprenant les motifs de l'ouverture[2].
2. Langsam, doch nicht schleppend. Ce mouvement lent est tendu et sombre. Il comprend tout de même des moments suspendus aux cuivres[2].
3. Sehr schnell. Ce scherzo alterne des moments lyriques et d'autres plus agités[2].
4. Bewegt. Dans le dernier mouvement, les cuivres jouent une sorte de fanfare au-dessus du rythme trépidant donné par les cordes. Un thème au basson apporte de la légèreté à ce final énergique et sérieux. Il se termine calmement avec des motifs rappelant ceux de l'ouverture[2].

Elle dure environ 33 minutes.

## Orchestration
| Instrumentation de la troisième symphonie |
| Cordes |
| premiers violons, seconds violons, altos, violoncelles, contrebasses |
| Bois |
| 2 flûtes, 2 hautbois, 2 clarinettes en si{\displaystyle \flat }, 2 bassons |
| Cuivres |
| 2 cors en fa, 2 trompettes en si{\displaystyle \flat }, 2 trombones, 1 trombone basse, 2 tuba ténor en si{\displaystyle \flat }, 2 tubas en fa, 1 contretuba en si{\displaystyle \flat } |
| Percussions |
| timbales |

## Enregistrements
| Orchestre                           | Chef           | Label  | Année | Format         |
| ----------------------------------- | -------------- | ------ | ----- | -------------- |
| Orchestre philharmonique d'Helsinki | Leif Segerstam | Ondine | 2007  | CD/SACD hybrid |
| Orchestre national royal d'Écosse   | Hannu Lintu    | Naxos  | 1997  | CD             |
| Leipzig Radio Symphony Orchestra    | Max Pommer     | Ondine | 1988  | CD             |